# Мошни (зупинний пункт)
Мошни (біл. Мошны) — зупинний пункт Могильовського відділення Білоруської залізниці в Октябрському районі Гомельської області. Розташований у селі Мошни; на лінії Бобруйськ — Рабкор, поміж зупинними пунктами Орсичі і Чорні Броди.